# Beridare
Beridare är en yrkestitel för en person som yrkesmässigt rider in och utbildar unga hästar till och med svår nivå. En beridare är verksam på ett försäljningsstall eller ett stuteri. Fast beridartjänst finns hos H.M. Konungens hovstall och Livgardet i Stockholm samt hos privatryttare som tävlar höga klasser och har unga hästar som ska utbildas och sedan komma ut på tävlingsbanan.
Ordet kan också användas allmänt som en mindre bruklig synonym till ridlärare.

## Diplomerad beridare
I Sverige kan man utbilda sig till beridare på Flyinge. Det är en treårig YH-utbildning som kräver höga förkunskaper. Godkända prov resulterar i ett kompetensbevis samt behörighet som diplomerad beridare.

## Konstberidare
Konstberidare, även cirkusryttare, är en ryttare som vid cirkusföreställningar visar upp ridning i den så kallade högre skolan, ofta i kombination med akrobatik.